# Vladimir Nikolov
Vladimir Nikolov (Sofía, 7 de febrero de 2001) es un futbolista búlgaro que juega en la demarcación de delantero para el Korona Kielce de la Ekstraklasa.

## Selección nacional
Tras jugar en las categorías inferiores de la selección, finalmente hizo su debut con la selección de Bulgaria el 20 de marzo de 2025 en un encuentro de la Liga de Naciones de la UEFA 2024-25 contra Irlanda que finalizó con un resultado de 1-2 a favor del combinado irlandés tras el gol de Marin Petkov para Bulgaria, y de Finn Azaz y Matt Doherty para Irlanda.

## Clubes
| Club                  | País     | Año       | Partidos | Goles |
| --------------------- | -------- | --------- | -------- | ----- |
| PFC Septemvri Sofia   | Bulgaria | 2018-2020 | 42       | 7     |
| FC Würzburger Kickers | Alemania | 2020-2022 | 18       | 0     |
| FC Admira Wacker II   | Austria  | 2022      | 2        | 3     |
| FC Admira Wacker      | Austria  | 2022      | 13       | 0     |
| PFC Slavia Sofia      | Bulgaria | 2023-2025 | 83       | 17    |
| Korona Kielce         | Polonia  | 2025-     |          |       |